# Charlie Frith (cầu thủ bóng đá)
Charles "Charlie" Frith (28 tháng 5 năm 1868 – 28 tháng 8 năm 1942) là một cầu thủ bóng đá người Anh thi đấu ở vị trí wing half.